# Kansas City Scouts
Kansas City Scouts byl profesionální americký klub ledního hokeje, který sídlil v Kansas City ve státě Missouri. V letech 1974–1976 působil v profesionální soutěži National Hockey League. Scouts hrály ve své poslední sezóně ve Smytheově divizi v rámci Campbellovy konference. Své domácí zápasy odehrával v hale Kemper Arena s kapacitou 17 513 diváků. Klubové barvy byly modrá, červená, žlutá a bílá.
V NHL sehráli 160 zápasů, ale do play-off se však ani jednou nedostali. Po dvou sezónách existence byli „skauti“ přestěhování do Denveru, kde se přejmenovali na Colorado Rockies.

## Lídři

### Týmoví kapitáni
- Simon Nolet (1974–76)
- Guy Charron (1976)

### Hlavní trenéři
- Bep Guidolin (1974–76)

## Významní hráči

### Výběry v prvním kole draftu
Více obsahuje článek: Seznam hokejistů draftovaných týmem Kansas City Scouts.
- 1974: Wilf Paiement (2. celkově)
- 1975: Barry Dean (2. celkově)

## Umístění v jednotlivých sezonách
Stručný přehled
Zdroj: 
- 1974–1976: National Hockey League (Smytheova divize)

Jednotlivé ročníky
Zdroj: 
Legenda: Z - zápasy, V - výhry, VP - výhry v prodloužení, R - remízy, P - porážky, PP - porážky v prodloužení, VG - vstřelené góly, OG - obdržené góly, +/- - rozdíl skóre, B - body, KPW - Konference Prince z Walesu, CK - Campbellova konference, ZK - Západní konference, VK - Východní konference, fialové podbarvení - reorganizace, změna skupiny či soutěže
| USA / Kanada (1974 – 1976) |                        |        |    |    |    |    |    |    |     |     |      |    |        |          |
| Sezóny                     | Liga                   | Úroveň | Z  | V  | VP | R  | PP | P  | VG  | OG  | +/-  | B  | Pozice | Play-off |
| 1974/75                    | NHL (Smytheova divize) | 1      | 80 | 15 | –  | 11 | –  | 54 | 184 | 328 | -144 | 41 | 5.     | Ne       |
| 1975/76                    | NHL (Smytheova divize) | 1      | 80 | 12 | –  | 12 | –  | 56 | 190 | 351 | -161 | 36 | 5.     | Ne       |